# Delegazione apostolica nell'Oceano Pacifico
La delegazione apostolica nell'Oceano Pacifico è una rappresentanza della Santa Sede presso le Chiese locali dell'Oceania.

## Giurisdizione
Il delegato apostolico, rappresentante pontificio solo presso le Chiese locali e non presso i governi, estende la sua giurisdizione sulle isole del Pacifico prive di un nunzio apostolico, e cioè:
- Tuvalu, unico Stato indipendente della regione a non intrattenere relazioni diplomatiche bilaterali con la Santa Sede;
- territori della Francia d'oltremare: Nuova Caledonia, Polinesia francese, Wallis e Futuna;
- territori britannici d'Oltremare: Pitcairn e dipendenze;
- territori esterni degli Stati Uniti:[1] Isole Marianne Settentrionali, Guam, Samoa Americane;
- dipendenze della Nuova Zelanda:[2] Niue, Tokelau.

Il delegato apostolico risiede a Wellington, in Nuova Zelanda, ed è anche nunzio apostolico in Nuova Zelanda, Isole Cook, Kiribati, Palau, Stati Federati di Micronesia, Figi, Samoa, Vanuatu, Tonga, Isole Marshall e Nauru. 
Dal 18 giugno 2025 il delegato apostolico è Gábor Pintér, arcivescovo titolare di Velebusdo.

## Storia
Il 1º novembre 1968 fu istituita la delegazione apostolica in Nuova Zelanda e Oceano Pacifico con il breve Quo plus efficientiae di papa Paolo VI derivandone il territorio dalla precedente delegazione apostolica di Australia, Nuova Zelanda e Oceania.
Il 20 giugno 1973 fu istituita la nunziatura apostolica in Nuova Zelanda con il breve Qui in beatissimi dello stesso papa Paolo VI; contestualmente la delegazione apostolica ha assunto il nome attuale. Da allora l'incarico di delegato apostolico nell'Oceano Pacifico è sempre stato ricoperto dal nunzio apostolico in Nuova Zelanda.
Negli anni successivi vari Paesi dell'area hanno stretto relazioni con la Santa Sede: Figi il 12 settembre 1978, Nauru il 1º giugno 1992, Isole Marshall il 30 dicembre 1993, Stati Federati di Micronesia il 26 gennaio 1994, Samoa il 10 giugno 1994, Vanuatu il 20 luglio 1994, Tonga il 24 agosto 1994, Kiribati il 10 aprile 1995, Palau il 17 dicembre 1998.

## Lista dei delegati apostolici

### Delegati apostolici in Nuova Zelanda e Oceano Pacifico
- Raymond Philip Etteldorf † (21 dicembre 1968 - 20 giugno 1973)

### Delegati apostolici nell'Oceano Pacifico
- Raymond Philip Etteldorf † (20 giugno 1973 - 21 giugno 1974 nominato pro-nunzio apostolico in Etiopia)
- Angelo Acerbi (22 giugno 1974 - 14 agosto 1979 nominato nunzio apostolico in Colombia)
- Antonio Magnoni † (24 aprile 1980 - 22 luglio 1989 nominato pro-nunzio apostolico in Egitto)
- Thomas Anthony White † (14 ottobre 1989 - 27 aprile 1996 dimesso)
- Patrick Coveney † (27 aprile 1996 - 25 gennaio 2005 nominato nunzio apostolico in Grecia)
- Charles Daniel Balvo (1º aprile 2005 - 17 gennaio 2013 nominato nunzio apostolico in Kenya e osservatore permanente della Santa Sede presso l'UNEP e l'UN-HABITAT)
- Martin Krebs (8 maggio 2013 - 16 giugno 2018 nominato nunzio apostolico in Uruguay)
- Novatus Rugambwa (29 marzo 2019 - 12 aprile 2025)
- Gábor Pintér, dal 18 giugno 2025